# Aimophila
Aimophila là một chi chim trong họ Emberizidae.

## Hình ảnh

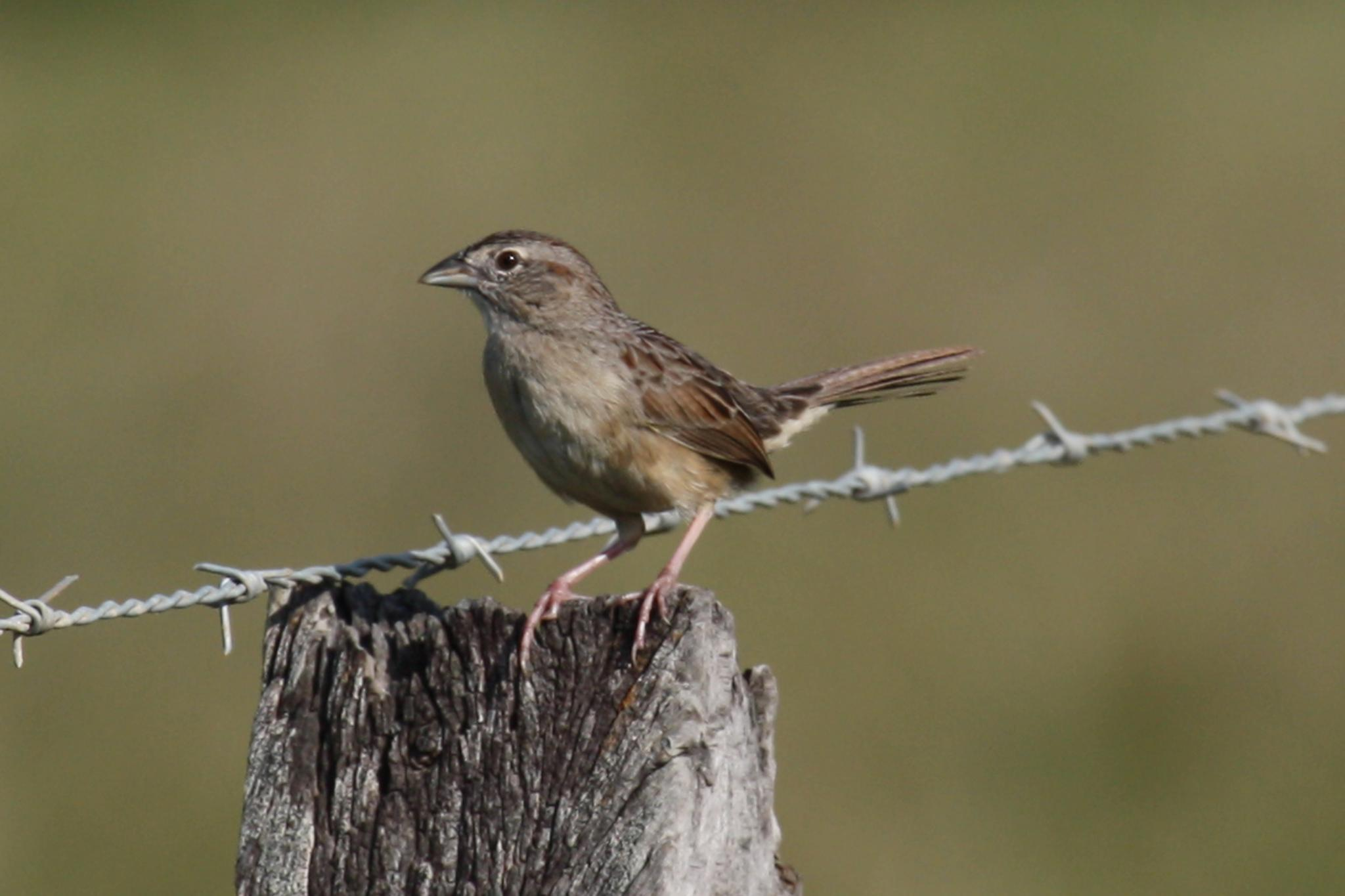
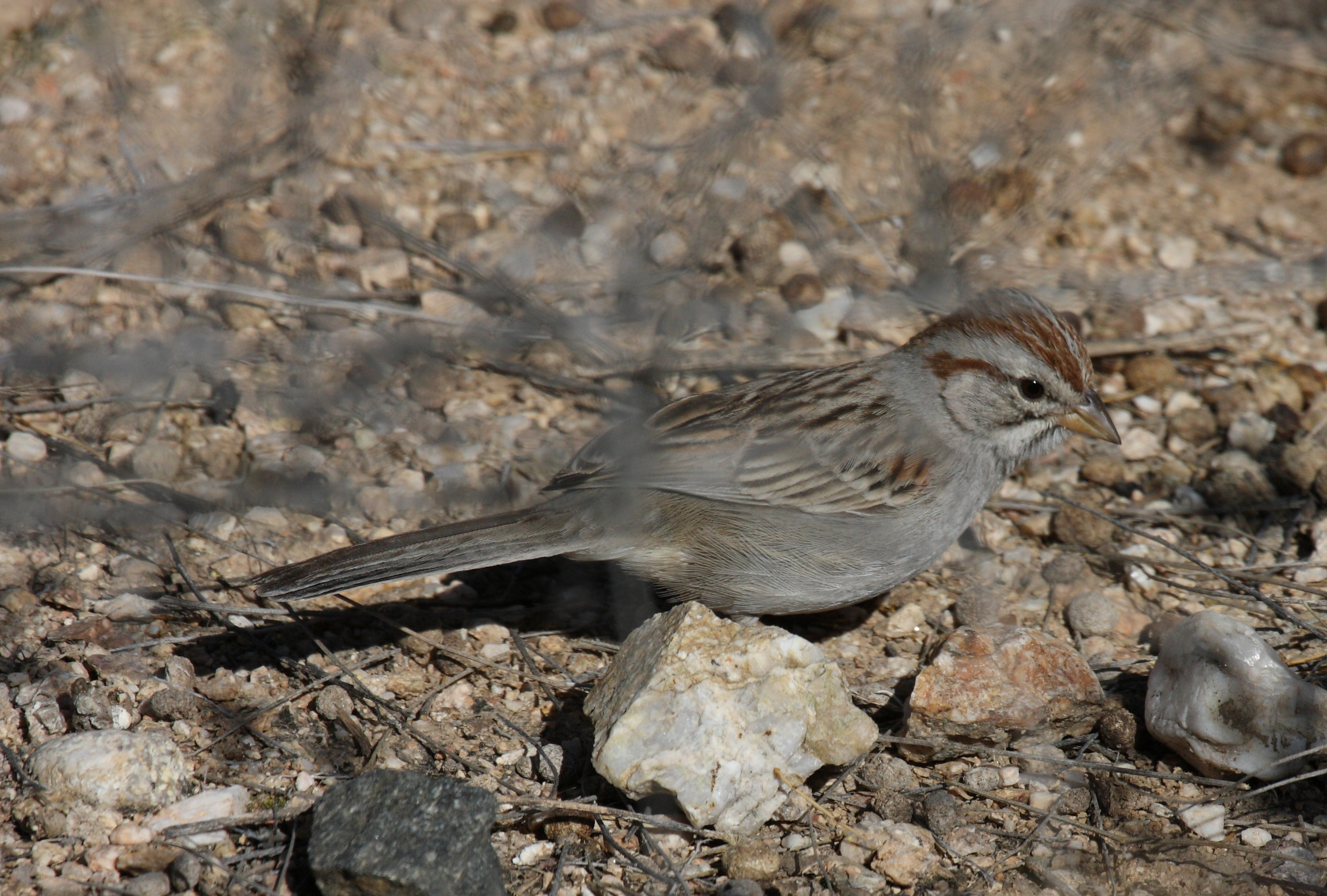
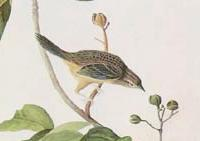
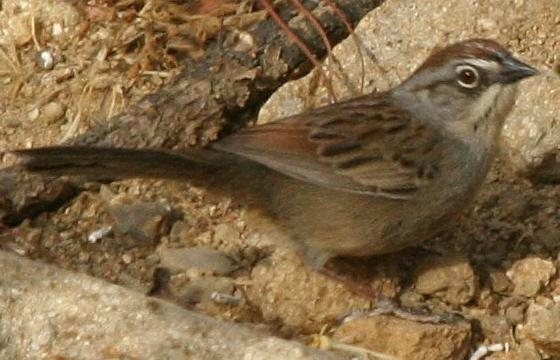

## Các loài
- Aimophila ruficeps
- Aimophila rufescens
- Aimophila notosticta